# Walton (Leeds)
Walton – wieś i civil parish w Anglii, w hrabstwie ceremonialnym West Yorkshire, w dystrykcie metropolitalnym Leeds. Leży 21 km na północny wschód od centrum miasta Leeds i 281 km na północ od Londynu. W 2011 roku civil parish liczyła 225 mieszkańców. Walton jest wspomniana w Domesday Book (1086) jako Waletone/Waletune/Walitone.